# Psylla multijuga
Psylla multijuga är en insektsart som beskrevs av Yang 1984. Psylla multijuga ingår i släktet Psylla och familjen rundbladloppor. Inga underarter finns listade i Catalogue of Life.